# Linda Viola Ehlin Caldas
Linda Viola Ehlin Caldas (Karlstad, 19 de fevereiro de 1949) é uma física nuclear, pesquisadora e professora universitária brasileira.
Membro Titular da Academia de Ciências do Estado de São Paulo e considerada uma das pioneiras da ciência no Brasil pelo CNPq, Linda é professora titular do Instituto de Pesquisas Energéticas e Nucleares.

## Biografia
Linda nasceu na cidade sueca de Karlstad, em 1949. É filha de Salme Raun Ehlin e Erik Ehlin. Mudou-se para o Brasil com a família e um visto de permanência no país em 1958. Quando adolescente, gostava das matérias de ciências e matemática na escola, o que a fez desistir do curso de engenharia e optar pelo curso de física.
Ingressou no curso de física da Universidade de São Paulo em 1968, onde teve aulas com Emico Okuno, Marília Teixeira da Cruz e Shigueo Watanabe, que a levaram a estudar a física das radiações. Em 1971, formou-se em Física, com mestrado na mesma área em 1973 e doutorado em 1980, sendo que a parte experimental, Linda realizou no laboratório padrão primário da Alemanha, Physikalisch-Technische Bundesanstalt, Braunschweig, e em seguida no laboratório padrão secundário do Institut für Strahlenschutz, Neuherberg, durante dois anos. Já na iniciação científica, com o professor norte-americano Michael R. Mayhugh, Linda começou a estudar Dosimetria das Radiações na radioterapia, radiodiagnóstico e medicina nuclear, tornando-se uma das pioneiras da área de metrologia das radiações no país.
Realizou visitas e estágios de pós-doutorado em vários laboratórios padrões primários no exterior e no Brasil. Foi contratada como professora pesquisadora no Instituto de Pesquisas Energéticas e Nucleares. Em 1986, tornou-se parte de seu quadro de orientadores e em 1994 do quadro docente do programa de Pós-Graduação, além de membro da Comissão de Pós-Graduação em Tecnologia Nuclear desde 2000, da qual foi presidente por oito anos.
Em 2012, tornou-se membro da Academia de Ciências do Estado de São Paulo e em 2017 foi homenageada no Congresso Brasileiro de Metrologia das Radiações Ionizantes pelo seu trabalho, pioneirismo e inovação na área. Em 2024, o portal de pesquisadores do IPEN apontava Linda Caldas com 916 publicações científicas.